# Huiwen de Qin
Huiwen de Qin (chinois : 秦惠文王) (né en 356 av. J.-C. et mort en 311 av. J.-C.) est un duc puis roi de Qin durant la Période des Royaumes combattants. Il règne de 337 av. J.-C. à 311 av. J.-C..

## Jeunesse
Son nom de famille était Ying (嬴) et son prénom Si (駟), il était le fils du duc Xiao (秦孝公), et succéda à son père comme duc de Qin après la mort de ce dernier. Lorsque le jeune Ying Si était encore prince héritier, il viola la nouvelle loi promulguée par le premier ministre de son père Shang Yang (商鞅). Ne pouvant pas directement châtier le jeune prince, Shang Yang fait punir son tuteur Gongzi Qian (公子虔) et fait tatouer son précepteur Gongsun Jia (公孫賈) afin de prouver que même les nobles n’étaient pas à l’abri de la nouvelle législation.
Les historiens pensent que le prince nourrissait une rancune personnelle contre Shang Yang et quand il monta sur le trône, Shang Yang est accusé de rébellion et tué au cours d'une bataille. Son corps est écartelé entre cinq chevaux en guise d’avertissement et son clan est exterminé. Cependant, le jeune roi retint les systèmes réformés laissés par son père et Shang Yang.

## Règne

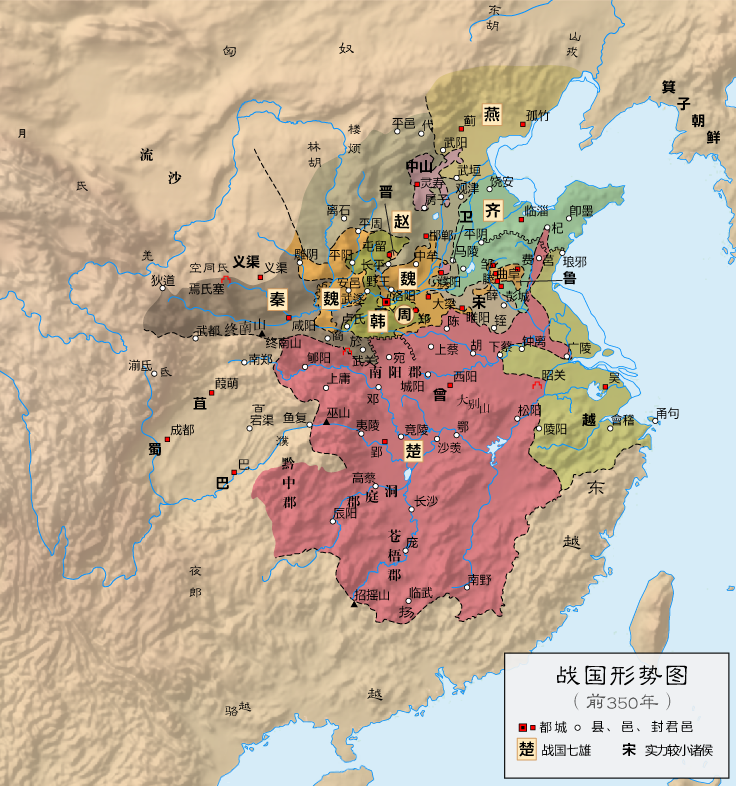
Situation des Royaumes combattants vers -350, le royaume de Qin est en gris à gauche.

Il prend le titre de roi de Qin en 324 av. J.-C.. Pendant son règne, le royaume de Qin devint très puissant en termes de force militaire, et envahi constamment les États voisins dans le cadre de sa politique d'expansionnisme. En 316 av. J.-C. il a conquis les États de Shu et Ba au sud, dans le bassin du Sichuan. Sa stratégie principale est d'annexer et coloniser les terres semi-civilisées vers le sud plutôt que d'affronter les États plus développés de l'Est. Su Qin (蘇秦), un étudiant de Guiguzi, réussit à convaincre les six autres grands États de former une alliance pour faire face à Qin. Cependant, son camarade Zhang Yi (張儀), est entré au service du roi, et sous son conseil Qin brisa l'alliance en semant la discorde entre les six autres États.

## Décès
Le roi régna pendant 27 ans et mourut en 311 av. J.-C. à l'âge de 43 ans. Son fils, Wu, né de la reine Hui Wen lui succéda.

## Information personnelle
- Père
  - Duc Xiao de Qin 秦孝公

### Épouses
| Titre                | Nom de jeune fille | Naissance | Décès         | Père | Mère | Enfants            | Notes |
| -------------------- | ------------------ | --------- | ------------- | ---- | ---- | ------------------ | ----- |
| Reine Hui Wen 惠文后 | 魏 (Wei)           |           | 305 av. J.-C. |      |      | Wu 秦武王          |       |
| Reine Xuan 宣太后    | Mie (芈)           |           | 265 av. J.-C. |      |      | Zhaoxiang 秦昭襄王 |       |

### Fils
| Ordre | Nom            | Titre              | Naissance     | Décès         | Mère                 | Épouse                                 | Enfants          | Notes |
| ----- | -------------- | ------------------ | ------------- | ------------- | -------------------- | -------------------------------------- | ---------------- | ----- |
| 1     | Ying Dang 嬴荡 | Wu 秦武王          | 329 av. J.-C. | 307 av. J.-C. | Reine Hui Wen 惠文后 | Reine Dao Wu 悼武后                    |                  |       |
| 1     | Ying Ze 嬴則   | Zhaoxiang 秦昭襄王 | 325 av. J.-C. | 251 av. J.-C. | Reine Xuan 宣太后    | Reine Ya Yang 葉陽后 Reine Tang 唐太后 | Xiaowen 秦孝文王 |       |